# Berthecourt
Berthecourt település Franciaországban, Oise megyében. Lakosainak száma 1574 fő (2022. január 1.). Berthecourt Villers-Saint-Sépulcre, Cauvigny, Hermes, Mouchy-le-Châtel, Noailles és Ponchon községekkel határos.

## Népesség
A település népességének változása:
| Lakosok száma | 1655 | 1642 | 1667 | 1633 | 1625 | 1633 | 1616 | 1595 | 1574 |
|               | 2013 | 2015 | 2016 | 2017 | 2018 | 2019 | 2020 | 2021 | 2022 |